# Srbija in Črna gora na Svetovnem prvenstvu v hokeju na ledu 2005
Srbija in Črna gora na Svetovnem prvenstvu v hokeju na ledu 2004 D2, ki je potekalo med 4. in 10. aprilom 2005 v srbsko-črnogorskem mestu Beograd. V Divizijo I svetovnega hokeja je vodilo prvo mesto na turnirju. 

## Postava
- Selektor: Nenad Ilić (pomočnika: Vojin Koljenšić in Igor Kosović)
- Vratarji: Milan Luković, Fedor Aranicki, Tihomir Zečević
- Branilci: Uroš Aleksić, Nenad Milinković, Branko Mamić, Petar Pribaković, Uroš Banović, Igor Trifunović
- Napadalci: Nebojša Banović, Boris Gabrić, Dejan Pajić, Marko Prokić, Jovica Rus, Ivan Prokić, Bojan Janković, Srdjan Ristić, Marko Kovačević, Csaba Prokec, Predrag Milosavljević, Uroš Brestovac, Boris Danon, Marko Juloski

## Tekme
| 4. april 2005 | Španija | 0 - 6 | Srbija in Črna gora | Ledena dvorana Pionir, Beograd |

| Poročilo tekme | Poročilo tekme | Poročilo tekme         | Poročilo tekme | Poročilo tekme                     |
| -------------- | -------------- | ---------------------- | --- | ---------------------------------- |
| Začetek: 20:30 |                | ( 0 - 2, 0 - 1, 0 - 3) | Prokec (Prokić) 04:52 Milosavljević (Brestovac) 14:28 Rus SH1 24:56 Prokec (Prokić) 46:20 Prokić (Milinković) 48:25 Prokec (Prokić) 52:15 | Gledalci: 400 Sodnik: Pavel Mikula |

| 5. april 2005 | Srbija in Črna gora | 1 - 5 | Izrael | Ledena dvorana Pionir, Beograd |

| Poročilo tekme | Poročilo tekme                   | Poročilo tekme         | Poročilo tekme | Poročilo tekme                      |
| -------------- | -------------------------------- | ---------------------- | --- | ----------------------------------- |
| Začetek: 20:30 | Milosavljević (Gabrić) PP1 30:35 | ( 0 - 2, 1 - 1, 0 - 2) | Eizenman (Eizenman, Frenkel) 10:25 Eizenman (Frenkel) 16:29 Levy (Spivak) 31:28 Eizenman (Frenkel) 43:11 Levy (Lebedev) 57:39 | Gledalci: 500 Sodnik: Andrij Sevruk |

| 7. april 2005 | Srbija in Črna gora | 7 - 1 | Severna Koreja | Ledena dvorana Pionir, Beograd |

| Poročilo tekme | Poročilo tekme | Poročilo tekme         | Poročilo tekme   | Poročilo tekme                     |
| -------------- | --- | ---------------------- | ---------------- | ---------------------------------- |
| Začetek: 20:30 | Kovačević (Prokec, Prokić) PP1 07:58 Kovačević (Banović) PP1 21:15 Gabrić (Ristić, Mamić) PP1 28:24 Kovačević (Prokec, Prokić) 33:05 Pribaković (Prokec) 38:18 Prokić (Prokec, Prokić) 40:43 Prokić (Mamić, Milosavljević) 41:12 | ( 1 - 0, 4 - 0, 2 - 1) | Jang (Han) 59:59 | Gledalci: 600 Sodnik: Peter Haxell |

| 8. april 2005 | Islandija | 2 - 11 | Srbija in Črna gora | Ledena dvorana Pionir, Beograd |

| Poročilo tekme | Poročilo tekme                                 | Poročilo tekme         | Poročilo tekme | Poročilo tekme                    |
| -------------- | ---------------------------------------------- | ---------------------- | --- | --------------------------------- |
| Začetek: 20:30 | Gislason (Magnusson) SH1 23:31 Runarsson 28:57 | ( 0 - 6, 2 - 3, 0 - 2) | Prokić (Mamić) 02:23 Prokec (Prokić, Mamić) 08:22 Prokec (Prokić, Banović) PP1 10:36 Rus (Banović, Kovačević) 12:30 Prokić (Kovačević, Mamić) 13:24 Milosavljević (Prokić, Pajić) 18:44 Banović (Rus, Banović) 22:21 Janković (Banović, Rus) PP1 24:25 Kovačević (Prokić, Prokec) 35:06 Mamić (Prokić, Milosavljević) PP1 44:12 Prokić (Pajić, Mamić) 49:06 | Gledalci: 700 Sodnik: Bela Kovacs |

| 10. april 2005 | Belgija | 2 - 5 | Srbija in Črna gora | Ledena dvorana Pionir, Beograd |

| Poročilo tekme | Poročilo tekme                                              | Poročilo tekme         | Poročilo tekme | Poročilo tekme                      |
| -------------- | ----------------------------------------------------------- | ---------------------- | --- | ----------------------------------- |
| Začetek: 20:30 | Steijnen (Morgan) 07:53 de Herdt (Mertens, van Buren) 18:16 | ( 2 - 2, 0 - 2, 0 - 1) | Mamić (Banović) PP2 05:55 Milinković (Prokić) PP1 14:17 Banović (Mamić, Gabrić) 23:02 Milinković (Prokić, Prokec) PP1 36:21 Milinković (Janković) 45:23 | Gledalci: 1000 Sodnik: Pavel Mikula |

## Seznam reprezentantov s statistiko

### Vratarji
| #  | Igralec         | OT | OMIN | PG | PGT  | KM | PPPG | PSHG |
| 1  | Milan Luković   | 5  | 29   | 1  | 2,1  | 0  | 0    | 0    |
| 25 | Tihomir Zečević | 5  | 271  | 9  | 1,99 | 0  | 0    | 1    |
| -- | --------------- | -- | ---- | -- | ---- | -- | ---- | ---- |

### Drsalci
| #  | Igralec               | OT | DG | DA | TOČ | DGT  | DAT  | DPPG | DPPGT | DSHG | DSHGT | KM |
| 2  | Nebojša Banović       | 5  | 2  | 2  | 4   | 0,4  | 0,4  | 0    | 0     | 0    | 0     | 0  |
| 4  | Boris Gabrić          | 5  | 1  | 2  | 3   | 0,2  | 0,4  | 1    | 0,2   | 0    | 0     | 4  |
| 6  | Uroš Aleksić          | 3  | 0  | 0  | 0   | 0    | 0    | 0    | 0     | 0    | 0     | 4  |
| 7  | Dejan Pajić           | 5  | 0  | 2  | 2   | 0    | 0,4  | 0    | 0     | 0    | 0     | 8  |
| 8  | Marko Prokić          | 5  | 4  | 2  | 6   | 0,8  | 0,4  | 0    | 0     | 0    | 0     | 41 |
| 9  | Jovica Rus            | 5  | 2  | 2  | 4   | 0,4  | 0,4  | 0    | 0     | 1    | 0,2   | 8  |
| 10 | Ivan Prokić           | 5  | 2  | 11 | 13  | 0,4  | 2,2  | 0    | 0     | 0    | 0     | 22 |
| 11 | Bojan Janković        | 2  | 1  | 1  | 2   | 0,5  | 0,5  | 1    | 0,5   | 0    | 0     | 2  |
| 12 | Srdjan Ristić         | 5  | 0  | 1  | 1   | 0    | 0,2  | 0    | 0     | 0    | 0     | 2  |
| 13 | Nenad Milinković      | 4  | 3  | 1  | 4   | 0,75 | 0,25 | 2    | 0,5   | 0    | 0     | 0  |
| 14 | Branko Mamić          | 5  | 2  | 7  | 9   | 0,4  | 1,4  | 2    | 0,4   | 0    | 0     | 16 |
| 15 | Marko Kovačević       | 5  | 4  | 2  | 6   | 0,8  | 0,4  | 2    | 0,4   | 0    | 0     | 22 |
| 16 | Petar Pribaković      | 5  | 1  | 0  | 1   | 0,2  | 0    | 0    | 0     | 0    | 0     | 2  |
| 17 | Csaba Prokec          | 5  | 5  | 6  | 11  | 1    | 1,2  | 1    | 0,2   | 0    | 0     | 0  |
| 18 | Predrag Milosavljević | 5  | 3  | 2  | 5   | 0,6  | 0,4  | 1    | 0,2   | 0    | 0     | 2  |
| 19 | Uroš Brestovac        | 2  | 0  | 1  | 1   | 0    | 0,5  | 0    | 0     | 0    | 0     | 0  |
| 21 | Boris Danon           | 5  | 0  | 0  | 0   | 0    | 0    | 0    | 0     | 0    | 0     | 0  |
| 22 | Uroš Banović          | 5  | 0  | 4  | 4   | 0    | 0,8  | 0    | 0     | 0    | 0     | 8  |
| 23 | Marko Juloski         | 5  | 0  | 0  | 0   | 0    | 0    | 0    | 0     | 0    | 0     | 0  |
| 24 | Igor Trifunović       | 3  | 0  | 0  | 0   | 0    | 0    | 0    | 0     | 0    | 0     | 0  |
| -- | --------------------- | -- | -- | -- | --- | ---- | ---- | ---- | ----- | ---- | ----- | -- |